# Hortophora lodicula
Hortophora lodicula es una especie de araña araneomorfa del género Hortophora, familia Araneidae. Fue descrita científicamente por Keyserling en 1887.
Habita en Australia (Queensland, Nueva Gales del Sur, Victoria, Tasmania).